# الفروق بين الجنسين في علم النفس
الجنس والذكاء هو بحث يتقصى الاختلافات في توزيع المهارات المعرفية بين الرجال والنساء. هذا البحث يعمل اختبارات تجريبية معرفية، والتي تأخذ أشكالا مختلفة.
البحث يركز على الفوارق في المهارات الفردية وكذلك الاختلافات العامة التي تشمل القدرة المعرفية العامة، وهو ما يسمى في كثير من الأحيان چ أو اختبارات الذكاء IQ tests .
المصممة خصيصا لقياس القدرة المعرفية، واختبار مجموعة متنوعة من المهارات عادة، وكثيرا ما تستخدم درجات معدل الذكاء كمقياس چ توافق الآراء العلمية الحالية هو أن هناك اختلافات عامة في المتوسط في قدرات محددة والرجال لديهم قدرات أكثر في الذكاء.
البارون سوزان گرينفيلد هي واحدة من أكثر النساء العلماء في بريطانيا شهرة، إنها أستاذ الفسيولوجيا العصبية في
جامعة أكسفورد، وهي المدير السابق للمعهد الملكي وكاتبة ومذيعة لديها الكثير من الإنجازات بشأن المسائل العلمية.
حتى عندما أصبحت تتحسر علنا حول عدم وجود نساء قد وصلن إلى المراتب العليا في المؤسسة العلمية، فأصبح الناس يميلون إلى الجلوس والتنبه.
وفي مقال صحفي في الشهر الماضي، أعربت عن قلقها من أن 10 في المائة فقط من أساتذة العلم في هذا البلد هم من النساء.
وضربت تصريحاتها على وتر حساس، وجذبت عددا كبيرا من التعليقات والاتفاق على أن النساء بصفة عامة العلماء منهن يحصلن على نصيب خام.
وهذا يثير مسألة مهمة ومثيرة للجدل. هل فعلا هناك سقف زجاجي يحجم العالمات الموهوبات من الالتحاق بسمات الذكاء المؤهلة للنبوغ؟ وعقود من التشريعات المناهضة للتمييز الجنسي حقا من أجل لا شيء يحسب في مختبرات بريطانيا؟

ليست فقط أن الرجل العادى أقل ذكاء من المرأة العادية ولكن أيضا إلى أنه من الواضح وجود اختلال مذهل يظهر بين الجنسين في مستويات عالية من الذكاء الذي تتطلبه معظم تلك الوظائف.
في بعض الأطروحات غير الدقيقة، يُدعى أن عدد الرجال الذين يصلون إلى مستويات "عبقرية" في اختبارات الذكاء يفوق عدد النساء بنسبة 8 إلى 1. إلا أن هذه النسبة، التي تعود إلى قراءات قديمة، تم نفيها في العديد من الدراسات الحديثة. على سبيل المثال:
- دراسة هالبرن وآخرين (2007) أشارت إلى أن الاختلافات في الذكاء العام بين الجنسين تكاد تكون غير موجودة إحصائيًا.
- دراسة تيموثي كيث (2008) على أكثر من 6800 فرد، أظهرت أن النساء يتفوقن في سرعة المعالجة، بينما يتفوق الرجال في التحليل الكمي والمكاني – دون تفوق صريح في معدل الذكاء العام (g factor).
- دراسة سترين وآخرين (2006) وجدت أن النساء يتوزعن بشكل أكثر اتساقًا حول المتوسط، بينما لدى الذكور تشتت أعلى، أي أنهم أكثر تمثيلًا في الطرفين (الضعيف جدًا والمرتفع جدًا)، مما يجعل الفرق في "العبقرية" ظاهريًا وليس جوهريًا.

وحتى لو وُجد تفاوت في نسب التمثيل في قمم التوزيع، فإن ذلك لا يعني بالضرورة فروقات بيولوجية، بل قد يكون انعكاسًا لتفاوتات في التنشئة، التوقعات المجتمعية، والفرص التعليمية.

في هذا السياق، لا يكمن قلق الأستاذة غرينفيلد فقط في أن واحدة فقط من بين كل عشرة من أساتذة العلوم في بريطانيا هي امرأة، بل في أن هذا التمثيل المنخفض يُعبّر عن خلل بنيوي أعمق. فعلى الرغم من مرور أكثر من قرن على تأسيس جائزة نوبل، لم تُمنح الجائزة في الفيزياء سوى لامرأتين، وفي الكيمياء لأربع نساء، بينما لم تحصل أي امرأة على نوبل في الرياضيات حتى اليوم، رغم مساهمات علمية بارزة قدمتها باحثات من مختلف أنحاء العالم.

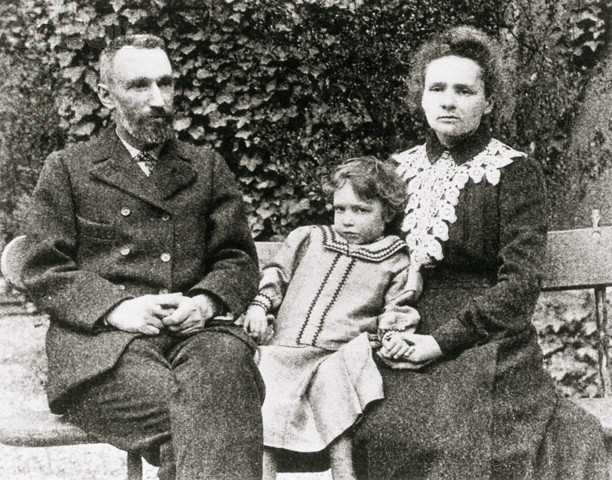
پييروماري كوري - زوجان حصل كل منهما على جائزة نوبل في الفيزياء عام 1903، ثم حصلت ابنتهما إيرين على جائزة نوبل في الكيمياء في 1935.
انظر أيضاً: قائمة الفائزات بجائزة نوبل

أسهمت تطورات الوعي السياسي والاجتماعي في الحد من النظرة التبسيطية للفروقات بين الجنسين، وخاصة في ما يتعلق بالذكاء. ورغم الجدل الذي لا يزال قائمًا في بعض الأوساط الأكاديمية، لا يمكن إنكار أن موضوع اختلاف الذكاء بين الجنسين ظل موضع دراسة منذ بدايات اختبارات الذكاء التي ابتكرها ألفريد بينيه عام 1905. ومع أن بعض الدراسات رصدت فروقات طفيفة بعد سن البلوغ، فإن هذا المجال لا يزال يخضع لمراجعات منهجية، وتشير أدلة متزايدة إلى أن الاختلافات داخل كل جنس تفوق بكثير الفروقات بين الجنسين أنفسهم، مما يُضعف من قيمة أي تعميم حاسم.
يُقال أحيانًا إن الفتيان والفتيات ينطلقون من نفس متوسط الذكاء، لكن نسبة من الفتيان – تُقدَّر بنحو 16٪ – يتقدمون خطوة للأمام، مما يُفسَّر كفارق نوعي في القدرات. ومع ذلك، فإن هذا الادعاء يبقى محل شك علمي، إذ تشير دراسات واسعة النطاق إلى أن الاختلاف الأكبر يكمن داخل كل جنس وليس بين الجنسين، كما أن الذكاء ليس سمة ثابتة، بل يتأثر بالتنشئة، والتحفيز، والبيئة التعليمية.
أما بخصوص تفوق الفتيات في المراحل الدراسية ثم تراجع تمثيلهن في الجامعة أو سوق العمل، فالمشكلة لا تكمن في "ضعف الملكات الذهنية"، بل غالبًا في النظام التعليمي والمهني الذي يُقلل من قيمة الاجتهاد والانضباط، وهما من أبرز عوامل النجاح لدى النساء.
إن الادعاء بأن الامتحانات تكافئ الجهد على حساب الذكاء لا يستند إلى أساس متين، بل يُعيد إنتاج صورة نمطية تقيس الذكاء فقط بالسرعة أو الحلول المجردة، متجاهلاً أنواعًا أخرى من الذكاء، مثل الذكاء العاطفي، واللغوي، والاجتماعي، وهي مجالات تثبت فيها النساء تميزًا واضحًا بحسب دراسات معاصرة.
يُروَّج أحيانًا لفكرة أن الذكور يتفوقون على الإناث في معدل الذكاء عند بلوغ سن 21 بمقدار خمس نقاط، إلا أن هذا الادعاء يفتقر إلى إجماع علمي. فقد أظهرت مراجعات منهجية وتحليلات إحصائية واسعة (مثل دراسة سترين وآخرين، 2006) أن الفروق في متوسط معدل الذكاء العام (IQ) بين الجنسين ضئيلة للغاية أو غير موجودة، وغالبًا ما ترتبط بعوامل اجتماعية وثقافية أكثر من كونها بيولوجية.
علاوة على ذلك، تشير الأبحاث إلى أن تباين الذكاء داخل كل جنس يفوق التباين بين الجنسين أنفسهم. ويميل الذكور إلى تشتت أعلى في النتائج، مما يُظهر أعدادًا أكبر من الأفراد في الطرفين الأدنى والأعلى من التوزيع. في المقابل، تظهر الإناث أداءً أكثر اتساقًا حول المتوسط، مع تفوق ملحوظ في مجالات مثل سرعة المعالجة والقدرات اللفظية، خصوصًا عند اعتماد اختبارات تقيس الذكاء بأنماط متعددة، كما في نظرية الذكاءات المتعددة.
تُظهر نتائج دراسات حديثة أن تفوق الفتيات في التحصيل الأكاديمي على المستوى العالمي لا يتعارض مع تقييمات الذكاء العامة، بل يعكس تطورًا معرفيًا شاملاً يتطلب إعادة نظر في أساليب القياس النمطي المرتبطة بمعدل الذكاء.
ومع ذلك، فإن هذه التفسيرات لا تحظى بإجماع علمي، إذ يرى باحثون آخرون أن فروق التباين قد تكون ناتجة عن عوامل اجتماعية وثقافية، مثل الفجوات في التنشئة والتعليم، وليس بالضرورة عن أسباب بيولوجية. كما أن الفروق غالبًا ما تكون طفيفة إحصائيًا، وتختفي عند اعتماد اختبارات أكثر تنوعًا وشمولًا في قياس الذكاء، لا سيما عند تقييم القدرات اللفظية وسرعة المعالجة، حيث تسجل الإناث أداءً متفوقًا في المتوسط.

## ببليوجرافيا
- Born, M. P.; Bleichrodt, N.; van der Flier, H. (1987). "Cross-cultural comparison of sex-related differences on intelligence tests". Journal of Cross-Cultural Psychology. ج. 18: 283–314. DOI:10.1177/0022002187018003002.{{استشهاد بدورية محكمة}}:  صيانة الاستشهاد: أسماء متعددة: قائمة المؤلفين (link)
- Colom, R.; García, L.F.; Juan-Espinosa, M.; Abad, F. (2002). "Null Sex Differences in General Intelligence: Evidence from the WAIS-III" (PDF). Spanish Journal of Psychology. ج. 5 ع. 1: 29–35. PMID:12025362. مؤرشف من الأصل (PDF) في 2012-10-10.{{استشهاد بدورية محكمة}}:  صيانة الاستشهاد: أسماء متعددة: قائمة المؤلفين (link)
- Haier, R.J.; Benbow, C.P. (1995). "Sex differences and lateralization in temporal lobe glucose metabolism during mathematical reasoning". Dev Neuropsychol. ج. 11: 405–414. DOI:10.1080/87565649509540629.{{استشهاد بدورية محكمة}}:  صيانة الاستشهاد: أسماء متعددة: قائمة المؤلفين (link)
- Lynn, Richard; Irwing, P.; Cammock, T. (2002). "Sex differences in general knowledge". Intelligence. ج. 30: 27–40. DOI:10.1016/S0160-2896(01)00064-2.{{استشهاد بدورية محكمة}}:  صيانة الاستشهاد: أسماء متعددة: قائمة المؤلفين (link)
- Lynn, Richard (1999). "Sex differences in intelligence and brain size: a developmental theory". Intelligence. ج. 27: 1–12. DOI:10.1016/S0160-2896(99)00009-4.